# Juris Hartmanis
Juris Hartmanis   (Riga, 5 de juliol de 1928 - 29 de juliol de 2022) és un important informàtic i teòric de la computació que, juntament amb Richard E. Stearns, va rebre el premi Turing de l'ACM de 1993 "com a reconeixement pel seu article pioner que va establir els fonaments del camp de la teoria de complexitat computacional".
Hartmanis va néixer a Letònia. Era fill de Mārtiņš Hartmanis, general de l'exèrcit letó. Després de l'ocupació soviètica de Letònia el 1940, Mārtiņš Hartmanis fou arrestat i va morir a la presó. Cap al final de la Segona Guerra Mundial, la dona i els fills de Mārtiņš Hartmanis van marxar de Letònia com a refugiats, preocupats per la seva seguretat si la Unió Soviètica recuperava Letònia.
Primer van anar a Alemanya, on Juris Hartmanis va estudiar l'equivalent d'un màster en Física a la Universitat de Marburg. Després va anar als Estats Units, on va rebre un màster en Matemàtica Aplicada a la Universitat de Kansas City (ara coneguda com a Universitat de Missouri-Kansas City) el 1951 i un doctorat en matemàtiques a Caltech dirigit per Robert Dilworth el 1955.
Després de fer de professor a Cornell University i Ohio State University, Hartmanis va entrar al Laboratori de Recerca de General Electric el 1958. Mentre era a General Electric, va desenvolupar molts principis de la teoria de complexitat computacional. El 1965, va passar a ser professor a Cornell. Allà, fou un dels fundadors i primer director del departament d'informàtica (que va ser un dels primers del món). Hartmanis és Fellow de l'ACM i de l'American Mathematical Society i membre de les Acadèmies Nacionals d'Enginyeria i de Ciències dels Estats Units.
És conegut sobretot pel seu article amb Richard Stearns, que li va valdre el premi Turing, on va introduir les classes de complexitat temporal TIME (f(n)) i va demostrar el teorema de jerarquia temporal. Un altre article de Hartmanis de 1977, amb Leonard Berman, va introduir la conjectura de Berman-Hartmanis, que encara no s'ha resolt, i que diu que tots els llenguatges NP-complets són isomorfs en temps polinòmic.

## Publicacions principals
- Berman, L.; Hartmanis, J. «On isomorphisms and density of NP and other complete sets». SIAM Journal on Computing, 6, 2, 1977, pàg. 305–322. DOI: 10.1137/0206023..
- Hartmanis, J.; Stearns, R. E. «On the computational complexity of algorithms». Transactions of the American Mathematical Society, 117, 1965, pàg. 285–306. DOI: 10.2307/1994208. JSTOR: 1994208..